# Anderson (South Carolina)
Anderson ist eine Stadt im und gleichzeitig der County Seat des Anderson County im US-amerikanischen Bundesstaat South Carolina. Das U.S. Census Bureau hat bei der Volkszählung 2020 eine Einwohnerzahl von 28.106 ermittelt. Anderson liegt im Nordwesten South Carolinas an der Interstate 85 zwischen Charlotte (ca. 210 km) und Atlanta (ca. 200 km).

## Geographie
Anderson liegt im Nordwesten South Carolinas mit unmittelbarer Anbindung an die Interstate 85. Es liegt ungefähr auf halber Strecke zwischen den beiden Metropolen Charlotte in North Carolina und Atlanta in Georgia. Anderson liegt auf der südlichen Hälfte des Piedmont. Die Blue Ridge Mountains befinden sich rund 50 km nördlich von Anderson.

## Demographie
Zum United States Census 2010 lebten in Anderson 26.686 Menschen, in der Metropolregion 75.702. Die geschätzte Einwohnerzahl für das Jahr 2015 liegt bei 27.335; die Stadt hat also einen leichten Bevölkerungszuwachs zu verzeichnen. Nach ihrer ethnischen Zugehörigkeit („Race“) befragt, sahen sich im Zensus 2010 61,4 % der Bevölkerung als Weiße und 33,6 % als Schwarze oder Afroamerikaner. Der Frauenanteil lag bei 55,5 %.
Das Per-Capita-Einkommen betrug im Jahr 2015 19.736 US-Dollar, das durchschnittliche Haushaltseinkommen lag bei 35.526 US-Dollar. 25,3 % der Einwohner Andersons leben unterhalb der Armutsgrenze – dies stellt einen vergleichsweise hohen Anteil dar.

## Geschichte
Vor Stadtgründung Andersons wurde das Stadtgebiet von den Cherokee bewohnt. Nach dem Amerikanischen Unabhängigkeitskrieg, bei dem die Cherokee an der Seite des Königreichs Großbritannien kämpften und gegen die Dreizehn Kolonien verloren, gaben die Cherokee ihre Siedlungen im Jahr 1777 auf.
Das Gebiet des Anderson County wurde im Jahr 1826 besiedelt und dem Pendelton District zugeordnet. Zwei Jahre später wurde das Pendelton District in das Anderson County und Pickens County aufgeteilt.
Im Zentrum des Anderson County wurde im Jahr 1833 eine kleine Stadt gegründet, die den Namen Anderson Courthouse erhielt und später unter dem Namen Anderson bekannt wurde. Der Name des Countys und der Siedlung wurde dabei zu Ehren des Offiziers Robert Anderson gewählt, der die Gegend zuvor zusammen mit Andrew Pickens senior erkundet hatte. Der Zusatz Courthouse (dt. „Gerichtshaus“) ist auf ein Blockhaus im Stadtzentrum, das als Gericht diente, zurückzuführen. Dieses Gebäude wurde im Jahr 1898 durch ein modernes Gerichtsgebäude ersetzt, das dem heutigen Gerichtsgebäude in Anderson gegenüber liegt.
Die Textilindustrie, insbesondere die Herstellung von Baumwolle, wurde zu Ende des 19. Jahrhunderts zum wichtigsten Industriezweig Andersons. In Anderson befanden sich diverse Baumwollspinnereien, in der jedoch – im Gegensatz zu vielen anderen Gebieten im Süden der USA – keine Sklaven eingesetzt wurden. Die im Jahr 1838 gegründete Baumwollspinnerei Pendelton Mill besteht bis heute (als La France Industries) weiter und ist damit die älteste Spinnerei South Carolinas.
Um die Baumwollspinnereien und andere Industriezweige mit Elektrizität versorgen zu können, war Anderson eine der ersten Städte im Süden der USA, die durchgängig elektrifiziert wurden. Zugleich gilt Anderson als die erste Stadt der USA, die vollständig mit Strom aus Wasserkraft versorgt wurde, indem 1894 unter der Leitung des Ingenieurs William Church Whitner ein Wasserkraftwerk an den High Schoals am Rocky River errichtet wurde. Die Elektrizität wurde am Portman Dam rund zehn Kilometer von Anderson entfernt erzeugt und nach Anderson übertragen, was die erste Langstreckenübertragung von elektrischem Strom in den Südstaaten darstellte. Auch wurde in Anderson ab 1897 die weltweit erste elektrisch betriebene Egreniermaschine betrieben. In diesem Zusammenhang erhielt Anderson den Beinamen „The Electric City“, der bis heute verwendet wird. Die Generatoren am Portman Dam waren bis 1960 in Betrieb. Inzwischen wird der Strom für die Stadt und Umgebung sowohl durch Wasserkraftwerke an den Stauseen Lake Hartwell, Lake Keowee und Lake Jocassee sowie durch ein Atomkraftwerk (Oconee Nuclear Station) erzeugt, das das Wasser des Lake Jocassee als Kühlwasser verwendet.
Im Jahr 1911 gründete die Handelskammer der Stadt das Anderson College (seit 2006 Anderson University), das von rund 3.500 Studenten besucht wird.

## Kultur und Sehenswürdigkeiten

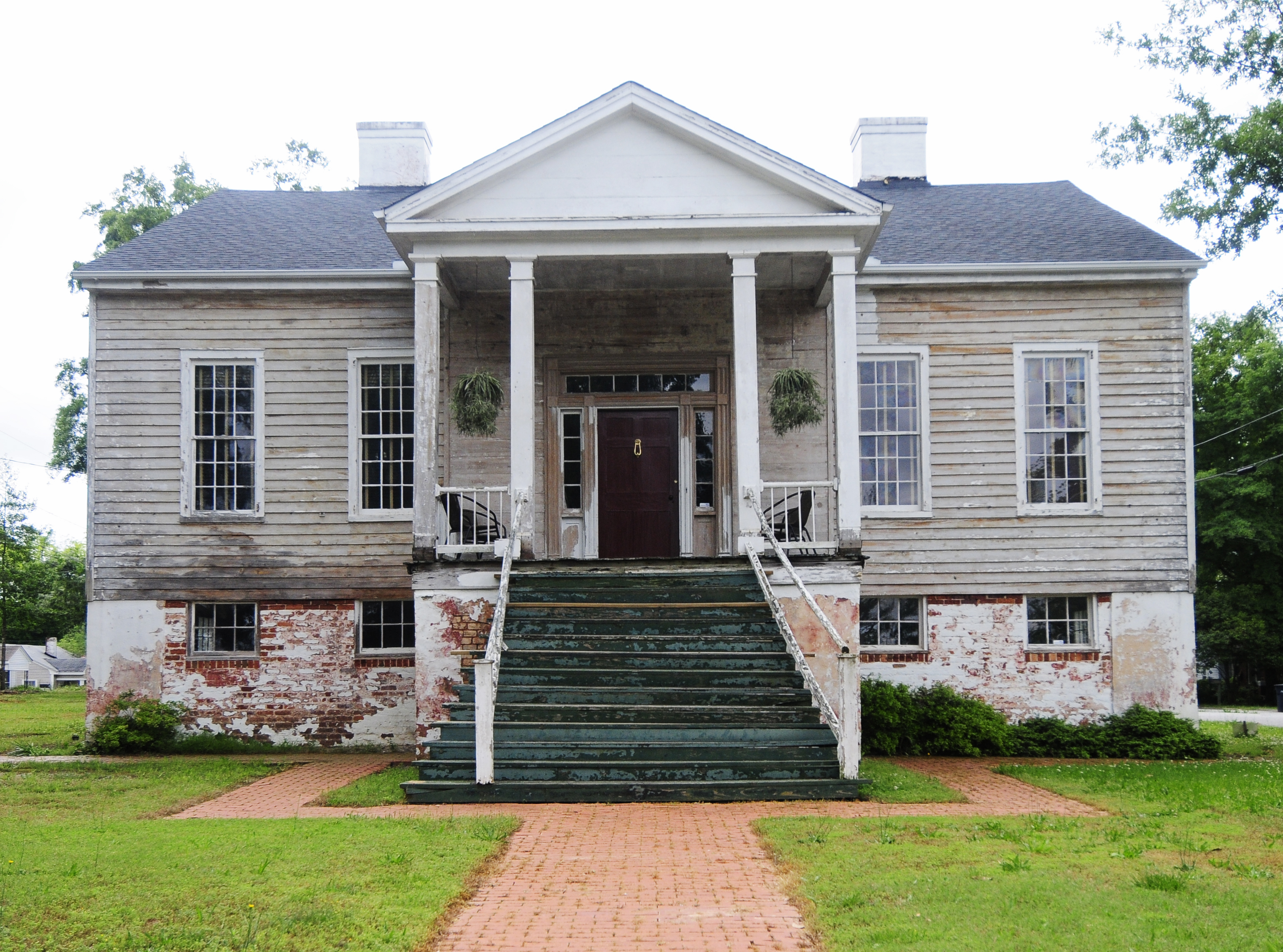
Caldwell-Johnson-Morris Cottage

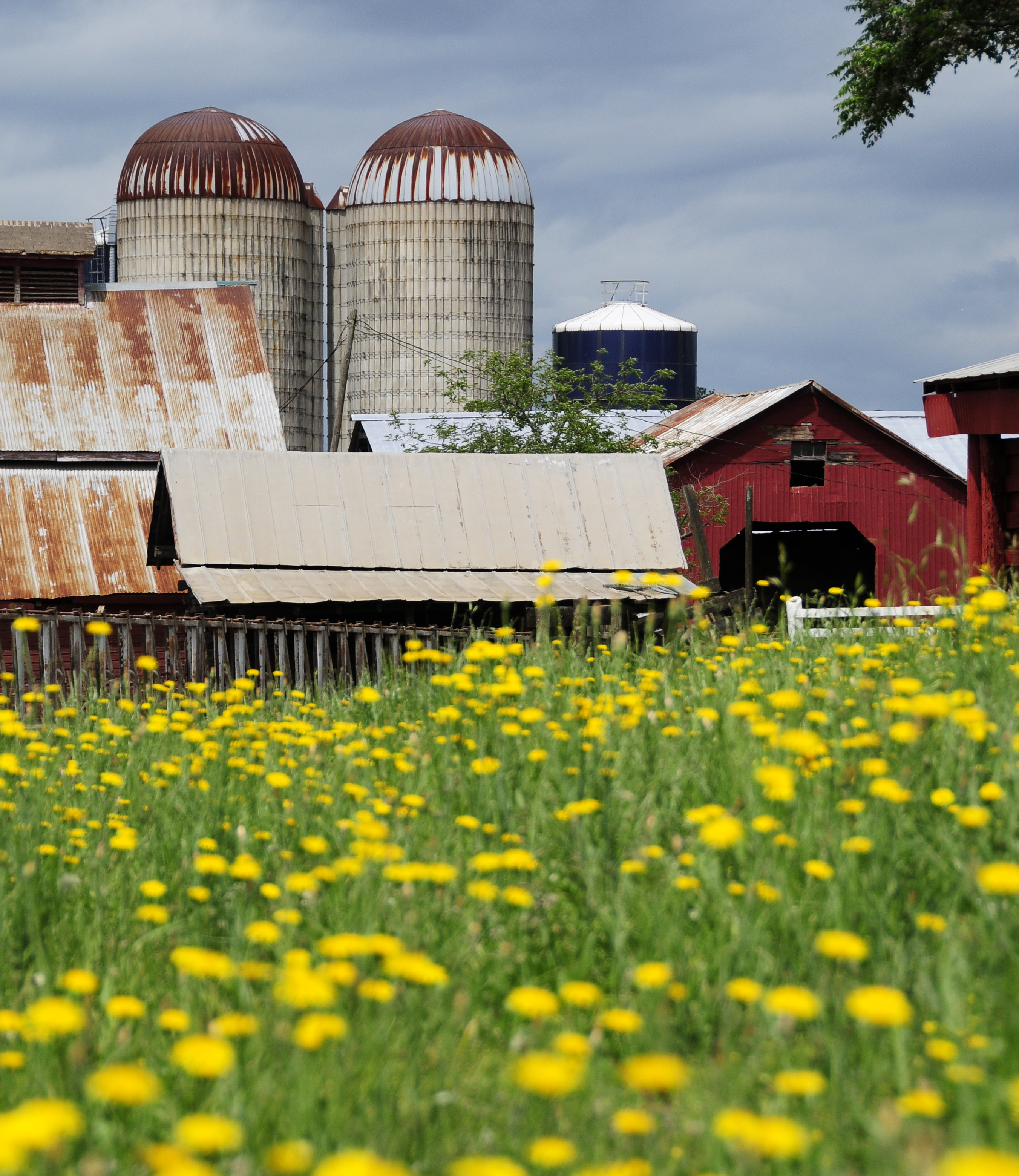
Denver Downs Farmstead

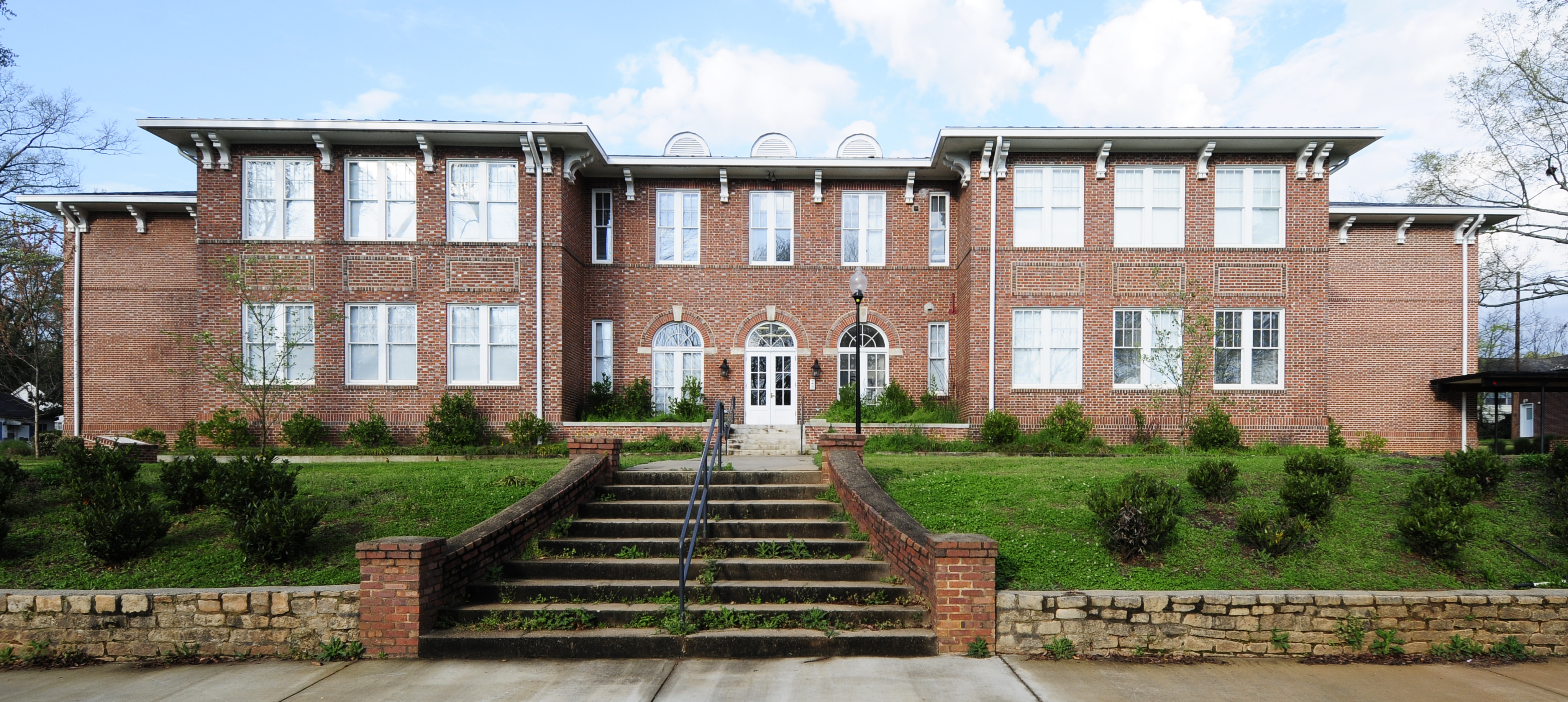
Kennedy Street School

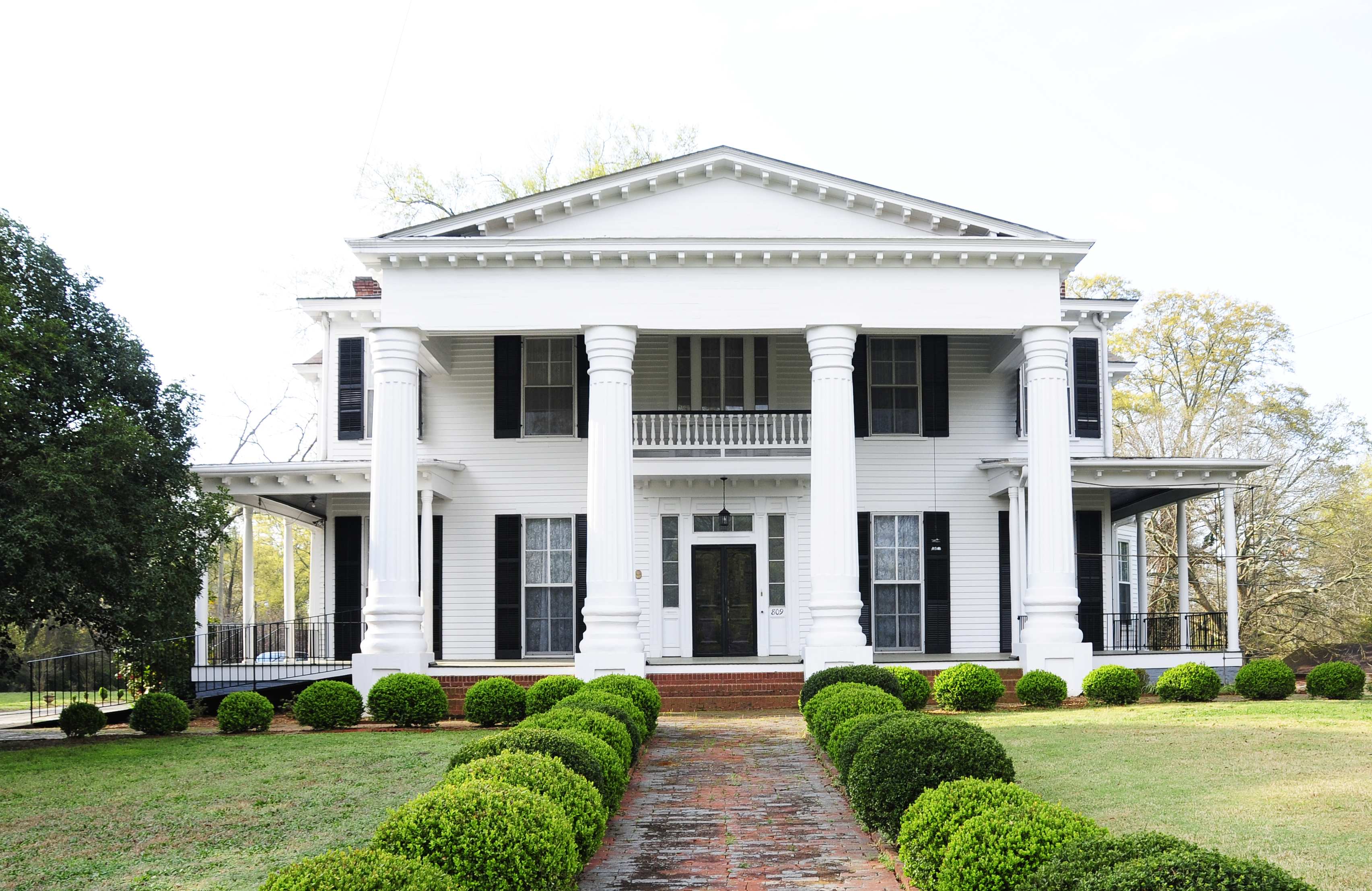
Dr. Samuel Marshall Orr House

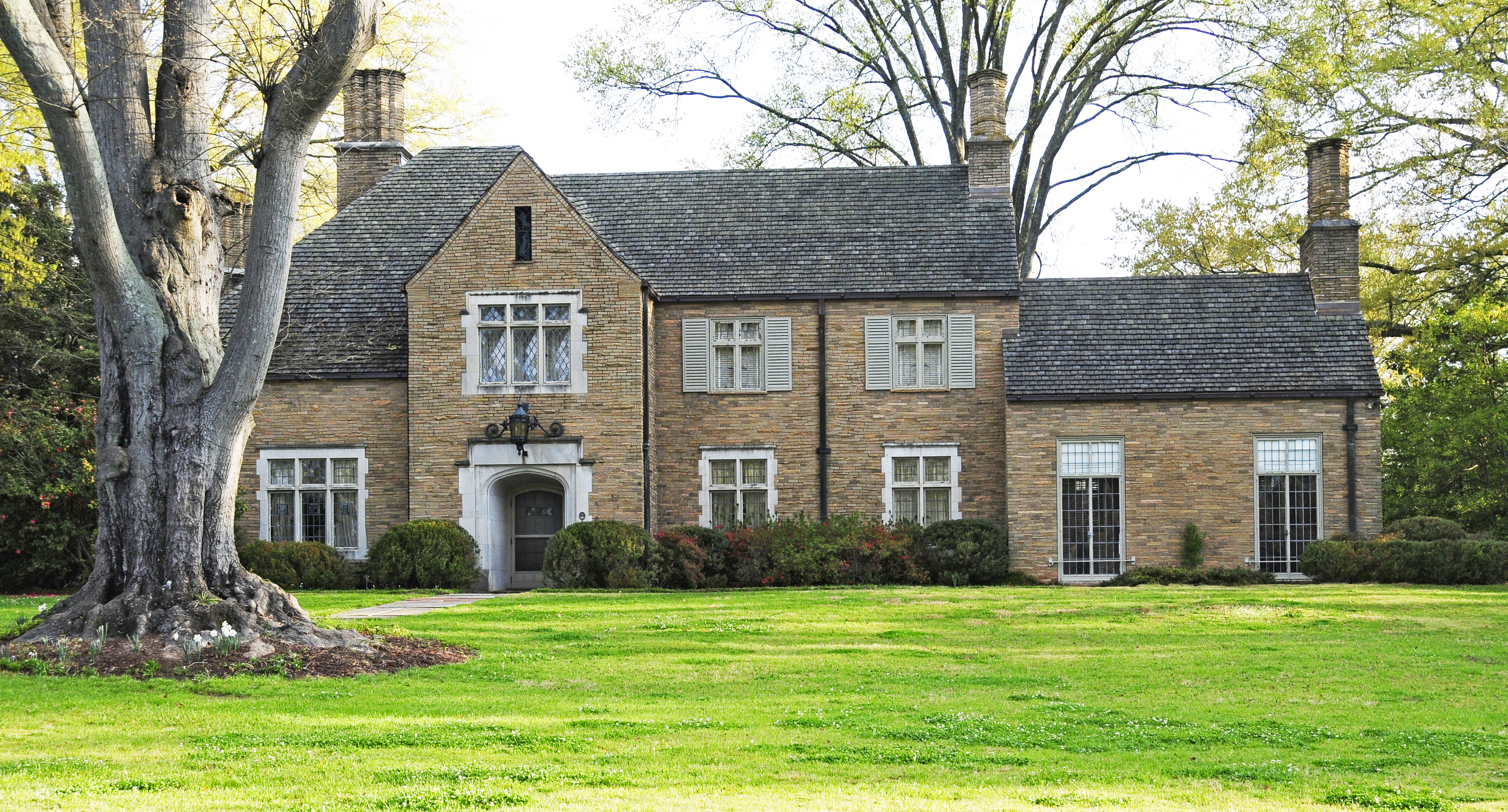
Ralph John Ramer House

Das National Register of Historic Places listet die folgenden Kulturdenkmale in Anderson:
Stadtviertel:
- Anderson College Historic District – das Stadtviertel, in dem sich die Anderson University befindet
- Anderson Downtown Historic District – das historische Innenstadtviertel
- Anderson Historic District – ein historisches Stadtviertel im Zentrum der Stadt
- North Anderson Historic District – ein historisches Stadtviertel im Norden der Stadt

Bauwerke:
- Caldwell-Johnson-Morris Cottage – ein Landhaus
- Denver Downs Farmstead – ein Bauerngehöft
- Kennedy Street School – eine Schule nahe der Innenstadt
- Dr. Samuel Marshall Orr House – ein historisches Wohnhaus, erbaut 1885
- Ralph John Ramer House – ein historisches Wohnhaus, erbaut 1930 im Tudor-Revival-Stil

## Wirtschaft und Infrastruktur
In Anderson haben sich diverse Produktionsbetriebe angesiedelt. Ein Schwerpunkt ist die Automobilindustrie; in Anderson befinden sich mehrere Automobilzulieferer (beispielsweise die Robert Bosch GmbH für Steuergeräte und AFCO, ein Joint Venture von Bosch und Denso, für Kraftstoffpumpen als unmittelbare Zulieferer). Die Stadt profitiert hierbei durch die Nähe und gute Verkehrsanbindung zum einzigen nordamerikanischen Fahrzeugwerk von BMW in Greer (BMW US Manufacturing Company).
In Anderson befinden sich elf Elementary Schools, fünf Middle Schools und zwei High Schools. Hinzu kommen die Anderson University sowie andere Privatschulen.
Anderson befindet sich unmittelbar an der Interstate 85 und verfügt über fünf Ausfahrten. Die Highways U.S. Route 29, U.S. Route 76 und U.S. Route 178 führen durch Anderson. Zudem verfügt Anderson über einen regionalen Flughafen, den Anderson Regional Airport (IATA-Code: AND). Der Flughafen verfügt über zwei Start-/Landebahnen mit 1800 und 1500 Metern Länge.
Die Anderson Mall ist mit rund 70 Geschäften das größte Einkaufszentrum der Stadt.

## Städtepartnerschaften
Partnerstädte sind Carraig Fhearghais in Nordirland sowie die Council Area der Äußeren Hebriden in Schottland.

## Söhne und Töchter der Stadt
- Guy Davenport (1927–2005), Dichter, Essayist und Hochschullehrer
- John Davies (1954–2021), Musiker
- Larry Nance (* 1959), Basketballspieler
- Chadwick Boseman (1976–2020), Schauspieler
- Jessica Stroup (* 1986), Schauspielerin
- Brandon Micheal Hall (* 1993), Schauspieler